# Zsolt Hornyák
Zsolt Hornyák (* 1. května 1973) je bývalý slovenský fotbalový obránce a reprezentant, později fotbalový trenér. Od července 2019 je hlavním trenérem maďarského týmu Puskás Akadémia.

## Klubová kariéra
Hrál za Slovan Bratislava, 1. FC Košice, Inter Bratislava, FK Dynamo Moskva, AEP Pafos a FC Hlučín. Mistr Československa 1992. V československé lize nastoupil v 7 utkáních. V evropských pohárech nastoupil v 8 utkáních. Na Slovensku získal ve 3 klubech 5 mistrovských titulů v letech 1995, 1997, 1999, 2000 a 2001.

## Reprezentační kariéra
V A-mužstvu Slovenska debutoval 15. 11. 2000 v přátelském utkání proti týmu Řecka (výhra 2:0). Poté nastoupil v národním týmu ještě dvakrát v roce 2001.

### Reprezentační zápasy
Zápasy Zsolta Hornyáka za A-mužstvo Slovenska
| Rok    | Zápasy | Góly |
| ------ | ------ | ---- |
| 2000   | 1      | 0    |
| 2001   | 2      | 0    |
| Celkem | 3      | 0    |

## Trenérská kariéra
Po skončení hráčské kariéry se stal trenérem. Vedl v Arménii kluby FC MIKA (2012–2013) a FC Bananc. V roce 2017 se přesunul na Maltu, kde vedl tým Mosta FC. Sezonu s týmem nedokončil a po čtyřech skončil. V září roku 2017 se přesunul do ruského Vladivostoku, ovšem v prosinci skončil. Jeho nynější angažmá je v českém týmu FC Slovan Liberec, kde působí od léta roku 2018.
V roce 2019 v Liberci skončil z rodinných důvodů.